# Acanella arbuscula
Espèce
Synonymes
- Acanella arbusculum Johnson, 1862[2]
- Acanella eburnea (Pourtalès, 1868)[1]
- Acanella normani Verrill, 1878[1]
- Acanella spiculosa Verrill, 1883[1]
- Mopsea arbuscula Johnson, 1862[1]
- Mopsea arbusculum Johnson, 1862[3]

Acanella arbuscula est une espèce de coraux bambous de la famille des Isididae, vivant en eaux froides et profondes, qui se développe sur des fonds de roche mais aussi sur des fonds sédimentaires. 
Elle est caractéristique de l'habitat menacé « jardin de coraux mous » au titre de la Convention internationale OSPAR.

## Répartition
Cette espèce est présente dans le golfe de Gascogne ainsi qu'en Méditerranée.
Ce serait, avec Isidella elongata et Acanella furcata, l'une des trois seules espèces de corail bambou de Méditerranée.

## Publication originale
- (en) James Yate Johnson, « Descriptions of Two Corals from Madeira, belonging to the genera Primnoa and Mopsea », Proceedings of the Zoological Society of London, Londres, ZSL, vol. 30, no 1,‎ 11 novembre 1862, p. 245–246 (ISSN 0370-2774, OCLC 1779524, BNF 32843178, DOI 10.1111/J.1469-7998.1862.TB06521.X, lire en ligne).